# Anel Šabanadžović
Anel Šabanadžović (Jackson, 24 maggio 1999) è un calciatore bosniaco, centrocampista dell'Omonia 29is Maiou.

## Biografia
È nato negli Stati Uniti nel periodo in cui il padre, l'ex calciatore Refik Šabanadžović, giocava per i K.C. Wizards.

## Caratteristiche tecniche
È un centrocampista difensivo.

## Carriera

### Club
Cresciuto nel settore giovanile del Željezničar, ha esordito in prima squadra il 24 luglio 2017 disputando l'incontro di Premijer Liga Bosne i Hercegovine vinto 3-1 contro il GOŠK Gabela. Conta 44 presenze nella prima divisione bosniaca.
Nel 2019 si è trasferito all'AEK Atene, con cui gioca 13 partite nella prima divisione greca.
Ha giocato anche in ambito internazionale, con 6 presenze nelle coppe europee.

### Nazionale
Ha giocato nelle nazionali giovanili bosniache Under-17, Under-19 ed Under-21.
Nel settembre del 2020 ha ricevuto la prima convocazione in nazionale, senza però fare il suo esordio.

## Statistiche
Statistiche aggiornate al 20 novembre 2020.

### Presenze e reti nei club
| Stagione           | Squadra            | Campionato         | Campionato | Campionato | Coppe nazionali | Coppe nazionali | Coppe nazionali | Coppe continentali | Coppe continentali | Coppe continentali | Altre coppe | Altre coppe | Altre coppe | Totale | Totale | Totale |
| Stagione           | Squadra            | Comp               | Pres       | Reti       | Comp            | Pres            | Reti            | Comp               | Pres               | Reti               | Comp        | Pres        | Reti        | Pres   | Reti   |        |
| ------------------ | ------------------ | ------------------ | ---------- | ---------- | --------------- | --------------- | --------------- | ------------------ | ------------------ | ------------------ | ----------- | ----------- | ----------- | ------ | ------ | ------ |
| 2017-2018          | Željezničar        | PL                 | 18         | 0          | CB              | 4               | 1               | UEL                | 0                  | 0                  |             | -           | -           | 22     | 1      |        |
| 2018-2019          | Željezničar        | PL                 | 25         | 0          | CB              | 0               | 0               | UEL                | 4                  | 0                  |             | -           | -           | 29     | 0      |        |
| Totale Željezničar | Totale Željezničar | Totale Željezničar | 43         | 0          |                 | 4               | 1               |                    | 4                  | 0                  |             | -           | -           | 51     | 1      |        |
| 2019-2020          | AEK Atene          | SL                 | 11         | 0          | CG              | 2               | 0               | UEL                | 0                  | 0                  |             | -           | -           | 13     | 0      |        |
| 2020-2021          | AEK Atene          | SL                 | 2          | 0          | CG              | 0               | 0               | UEL                | 2                  | 0                  |             | -           | -           | 4      | 0      |        |
| Totale carriera    | Totale carriera    | Totale carriera    | 56         | 0          |                 | 6               | 1               |                    | 6                  | 0                  |             | -           | -           | 68     | 1      |        |

## Palmarès

### Club

#### Competizioni nazionali
- Coppa di Bosnia: 1

Željezničar: 2017-2018